# 斯孔属
斯孔属（学名：Skrjabinotrema）为双士科的一个属。

## 下属物种
本属包括以下物种：
- 羊斯孔吸虫 Skrjabinotrema ovis Orloff, Erschoff et Badanin, 1934